# Lajos Korányi
Lajos Korányi (en húngaro: Korányi Lajos, nacido como Lajos Kronenberger; Szeged, Imperio austrohúngaro, 15 de mayo de 1907-Budapest, Hungría, 29 de enero de 1981) fue un futbolista húngaro que se desempeñaba como defensa. 
Sus hermanos Mátyás y Désiré también fueron internacionales, el primero con Hungría y el segundo con Francia.

## Selección nacional
Fue internacional con la selección de fútbol de Hungría en 40 ocasiones. Formó parte de la selección subcampeona de la Copa del Mundo de 1938.

### Participaciones en Copas del Mundo
| Mundial                        | Sede    | Resultado  | Partidos | Goles |
| ------------------------------ | ------- | ---------- | -------- | ----- |
| Copa Mundial de Fútbol de 1938 | Francia | Subcampeón | 3        | 0     |

## Clubes
| Club         | País    | Año       |
| ------------ | ------- | --------- |
| Bástya FC    | Hungría | 1927-?    |
| Csabai Előre | Hungría | ¿-1930    |
| Ferencváros  | Hungría | 1930-1938 |
| Phöbus FC    | Hungría | 1938-1939 |
| Nemzeti SC   | Hungría | 1939-1940 |
| WMFC Csepel  | Hungría | 1940-1941 |

## Palmarés

### Campeonatos nacionales
| Título              | Club        | País    | Año  |
| ------------------- | ----------- | ------- | ---- |
| Nemzeti Bajnokság I | Ferencváros | Hungría | 1932 |
| Copa de Hungría     | Ferencváros | Hungría | 1933 |
| Nemzeti Bajnokság I | Ferencváros | Hungría | 1934 |
| Copa de Hungría     | Ferencváros | Hungría | 1935 |
| Nemzeti Bajnokság I | Ferencváros | Hungría | 1938 |

### Copas internacionales
| Título                 | Club        | Sede          | Año  |
| ---------------------- | ----------- | ------------- | ---- |
| Copa de Europa Central | Ferencváros | Roma (Italia) | 1937 |